# Scania Citywide
Scania Citywide är en serie bussar från Scania, tillverkade i Słupsk i Polen, presenterade 2011 och satta i serieproduktion 2012. Första generationen var vidareutvecklingar av Scania OmniCity och OmniLink-modellerna som de ersatte i högertrafikländer i EU år 2012.

## Första generationen
Första generationens Citywide bestod av varianter med lågentré och längsmonterad motor bak (K-seriechassin) och helt lågt golv med stående tvärställd motor bak (N-seriechassin). Låggolvsvarianten fanns som vanlig buss med olika längd och som ledbuss medan lågentrévarianten fanns som vanlig buss, som boggibuss och som ledbuss. De gick att få med diesel-, biodiesel-, bio/naturgas- och fram till slutet av 2013 och från och med hösten 2015, även etanoldrift. Samtliga motorer gick att få i miljöklass Euro 6. Den största märkbara skillnaden mot föregångarna var en helt ny front med inspiration från både Scania Higer Touring och OmniExpress-modellerna och, i varianterna tillverkade efter 2013, dessa nya Euro 6-motorer. En annan nyhet var att även ledbussversionen med helt lågt golv (LFA) kunde fås med gasdrift.
En hybridvariant baserad på Citywide med lågentré (LE), som även fanns hos föregångaren Scania OmniLink i form av testbussar lanserades även under 2014. En dubbeldäckarvariant baserad på Citywide med lågt golv (LF), vänsterstyrd, med två axlar och en trappa levererades till Berliner Verkehrsbetriebe i Berlin, Tyskland under 2015. Det första exemplaret i form av en prototyp anlände i februari det året. Denna dubbeldäckare tillverkades i Lahtis i Finland. Under slutet av 2016 togs en laddhybridbussprototyp baserad på Citywide LE fram, vilket var den första laddhybridbussen i Sverige som kunde laddas utan synlig laddstation och utan fysisk kontakt med laddstationen.
De första fyra exemplaren av Citywide i världen levererades till Nobina Södertälje under december 2012, dessa var lågentrébussar (LE) med etanoldrift, samma företag i samma stad var även först med att använda Citywide hybrid i reguljär trafik i Sverige under slutet av 2013.

### Citywide Suburban
Under 2017 lanserades en variant av Citywide som byggdes i rostfritt stål istället för aluminium, Citywide Suburban. Den baserades på och ersatte Scania OmniExpress LE och ersatte även första generationens Citywide LE i regionbussutförande i och med de i Sverige från hösten 2017 nya, skärpta reglerna om regionbussars hållfasthet. Denna variant byggdes i både Lahtis i Finland och i Słupsk i Polen. Den fanns tillgänglig med diesel, biodiesel, etanol, gas eller hybriddrift, samt med två eller tre axlar. År 2022 ersattes både Citywide Suburban och den gamla Citywide LE av en helt ny generation av Citywide LE.

### Elektrisk variant
En helelektrisk variant, baserad på Citywide LF presenterades på bussmässan Busworld Europe i Kortrijk under hösten 2017.

### Varianter
- Citywide LE – Lågentrébuss – efterträdare till OmniLink.
- Citywide LF – Låggolvsbuss – efterträdare till OmniCity.
- Citywide LFDD – dubbeldäckare (specialbeställd av BVG).
- Citywide Suburban – Lågentrébuss – efterträdare till OmniExpress 320LE samt regionbussversionen av Citywide LE[6], byggd i rostfritt stål istället för aluminium, speciellt byggd för förortstrafik och länstrafik.

## Ny generation (2019 – 2024)
Under 2019 presenterades en helt nyutvecklad generation Citywide. Den fanns till en början endast med eldrift men kompletterades senare av 7- och 9-liters förbränningsmotorer samt med hybriddrivlina. Till skillnad från föregående generationens stadsbussar från Scania är förbränningsmotorerna nu monterade stående på längden på vänster sida längst bak från att tidigare ha varit stående tvärställda längst bak. Den nya generationen fanns till en början endast med helt lågt golv och som tvåaxlad normalbuss samt treaxlad ledbuss (LF och LFA) men kompletterades senare av en lågentrévariant som finns som tvåaxlad normalbuss samt som treaxlad boggibuss och treaxlad ledbuss (LE och LEA). Denna lågentréversion ersatte Citywide Suburban och stadsbussversionen av gamla Citywide LE år 2022.

## Nedläggning av produktion
Scania meddelade i maj 2023 att de under första kvartalet 2024 skulle sluta tillverka busskarosser i Słupsk för att istället endast satsa på chassitillverkning. Detta innebar att Citywide-serien togs ur produktion och lades ner under 2024. Serien fick ingen ersättare. Inledningsvis var det tänkt att produktionen av låggolvschassin skulle upphöra, men i och med framtagandet av ett nytt elbuss-chassi som byggs till en komplett buss av spanska Castrosua frångicks detta beslut.

## Galleri

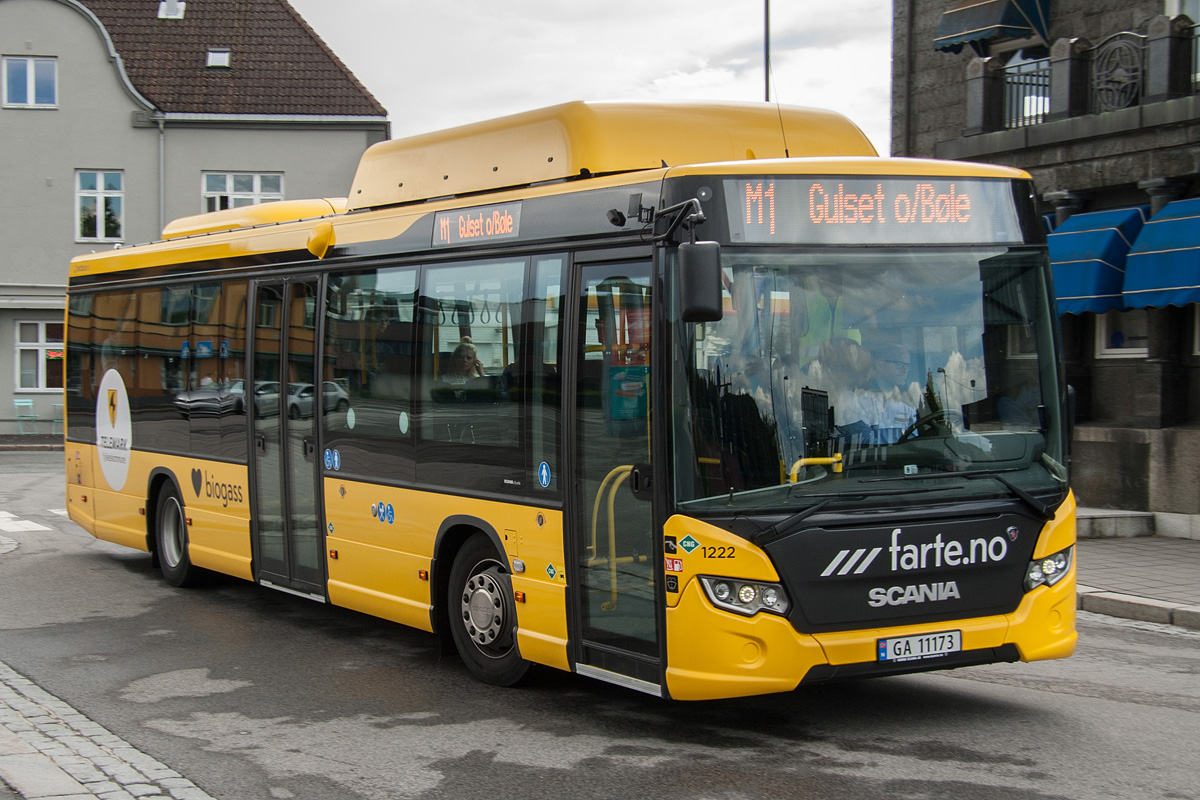
Gasdriven Citywide LE i Norge.
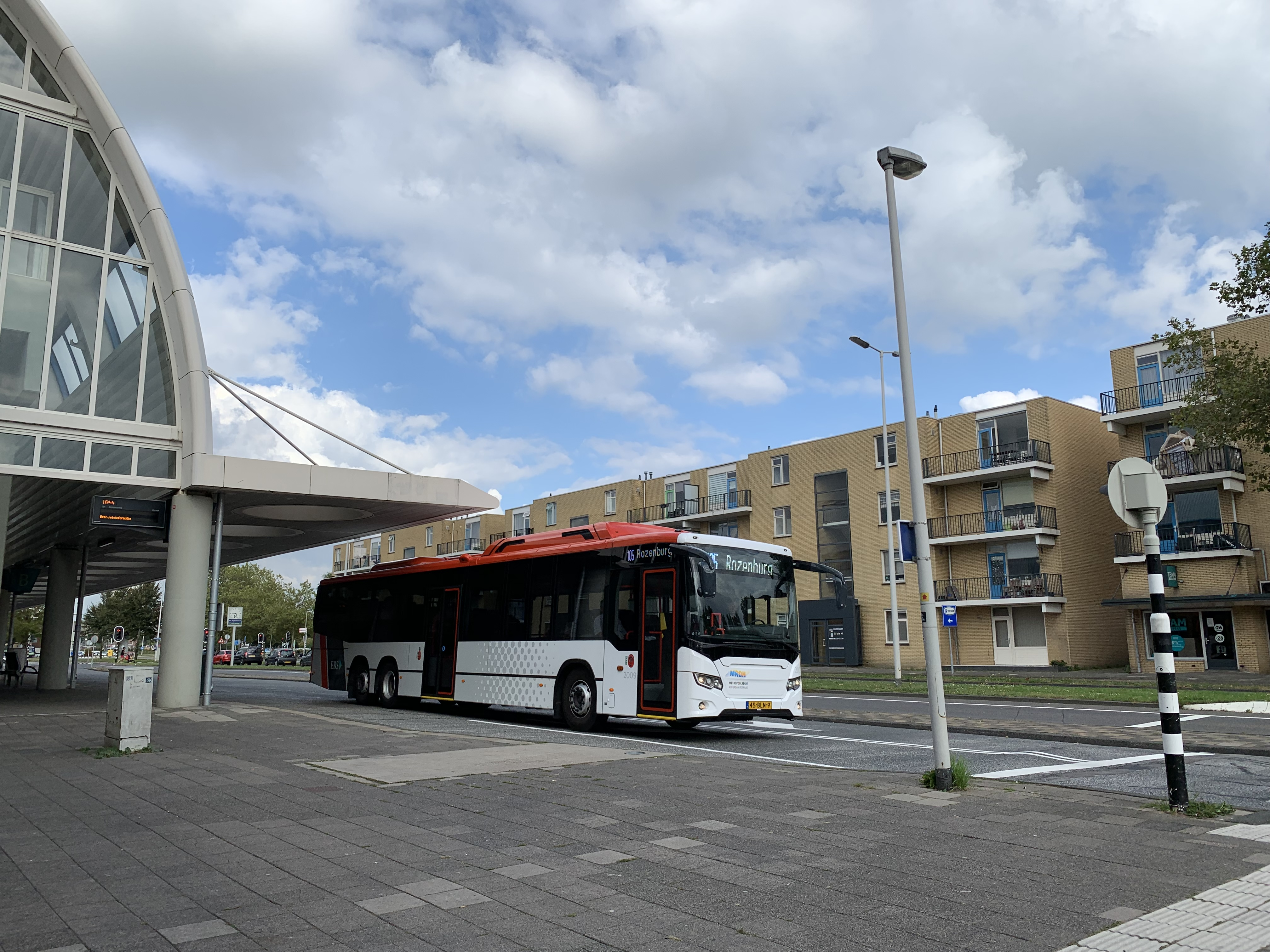
Citywide Suburban i Spijkenisse.
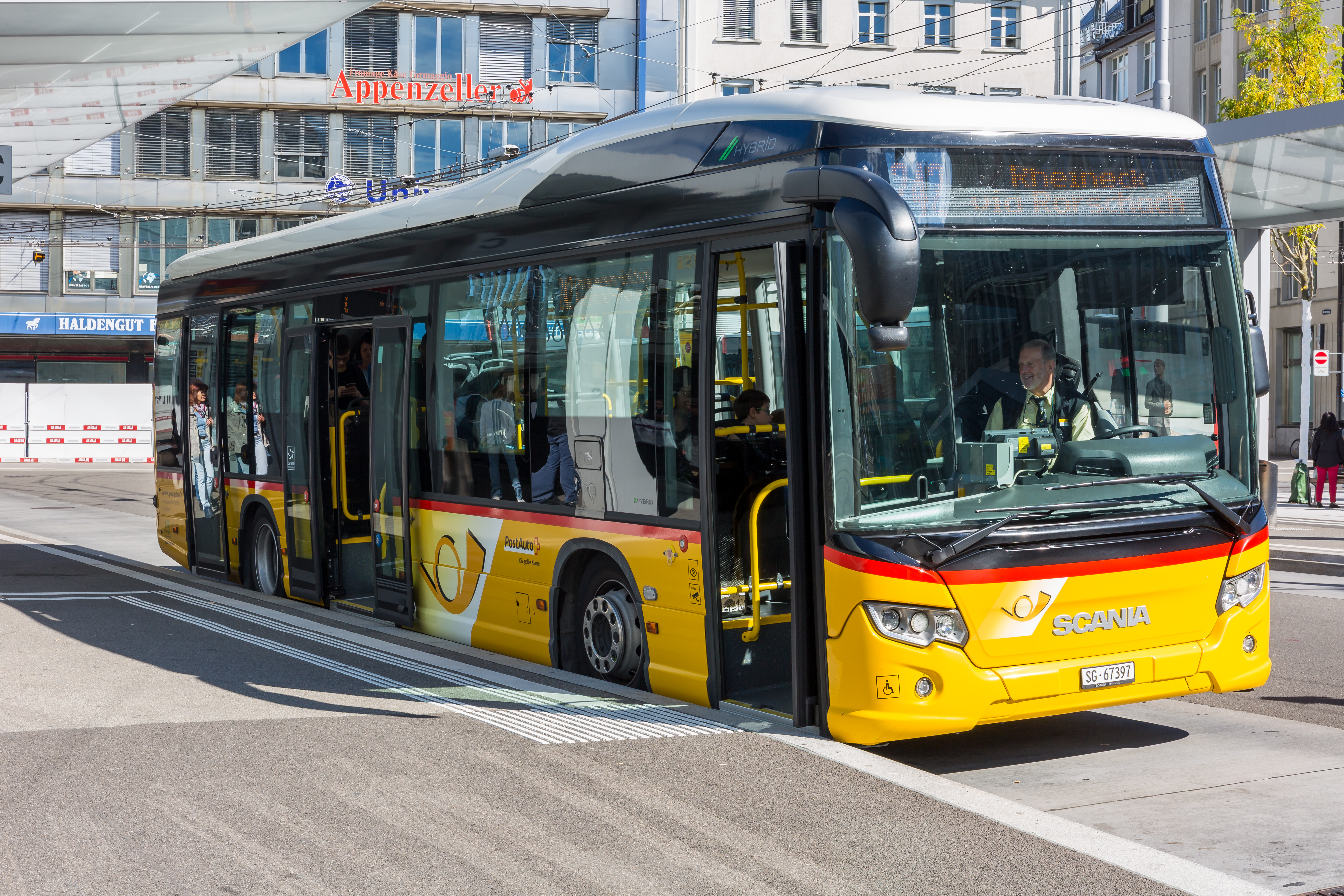
Citywide Hybrid i St. Gallen.
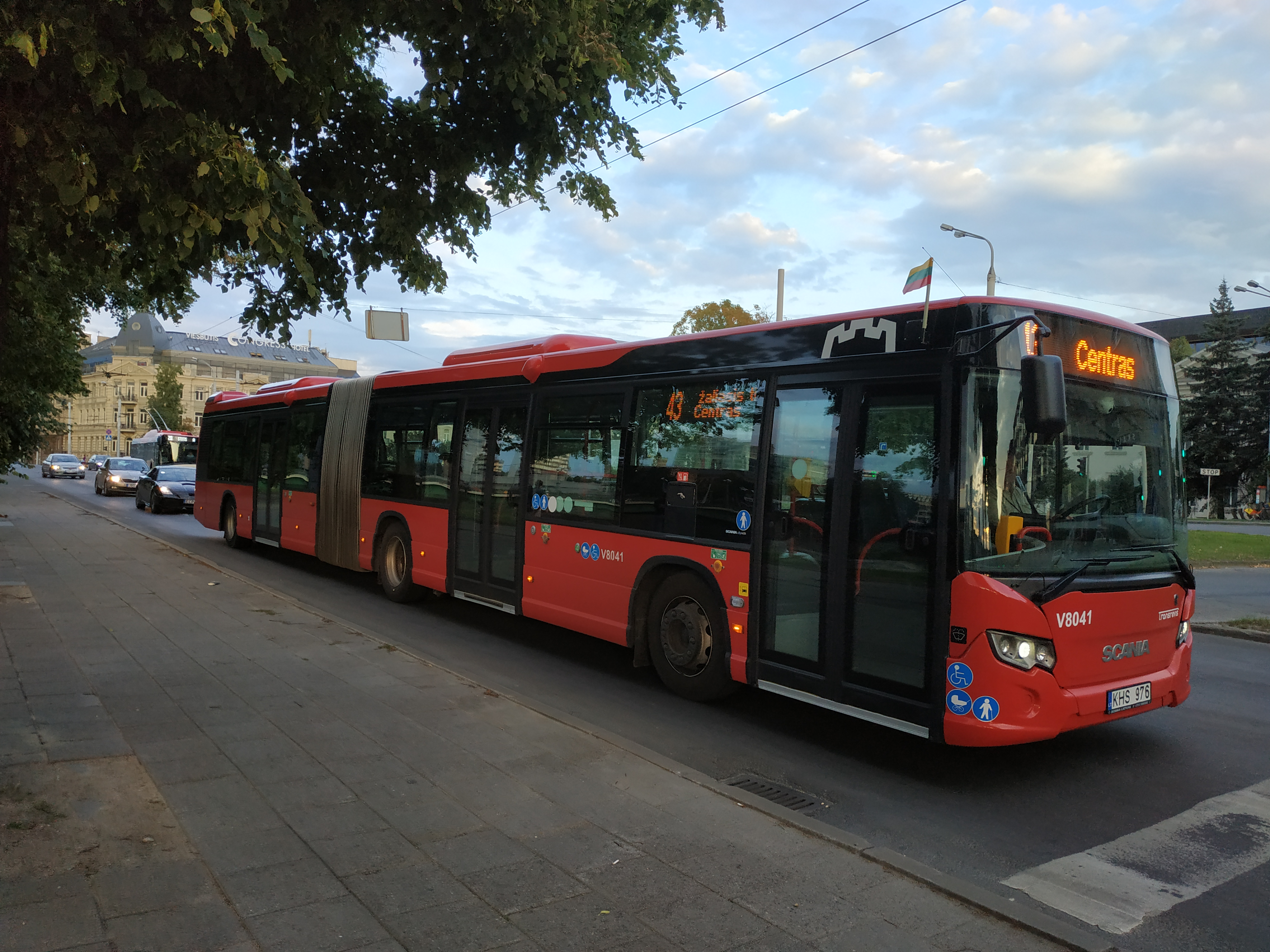
Citywide LFA i Vilnius.
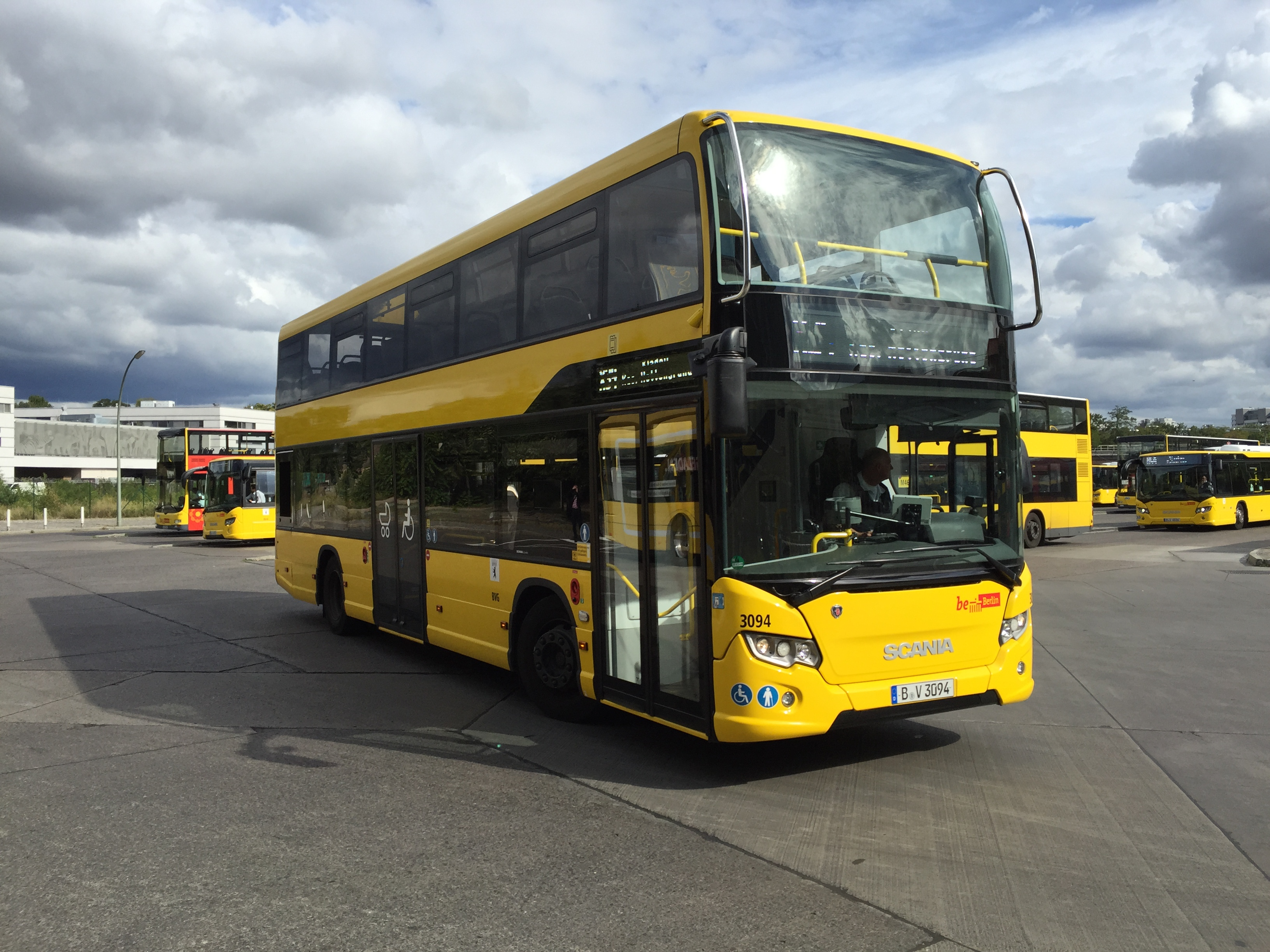
Citywide dubbeldäckare hos BVG i Berlin.
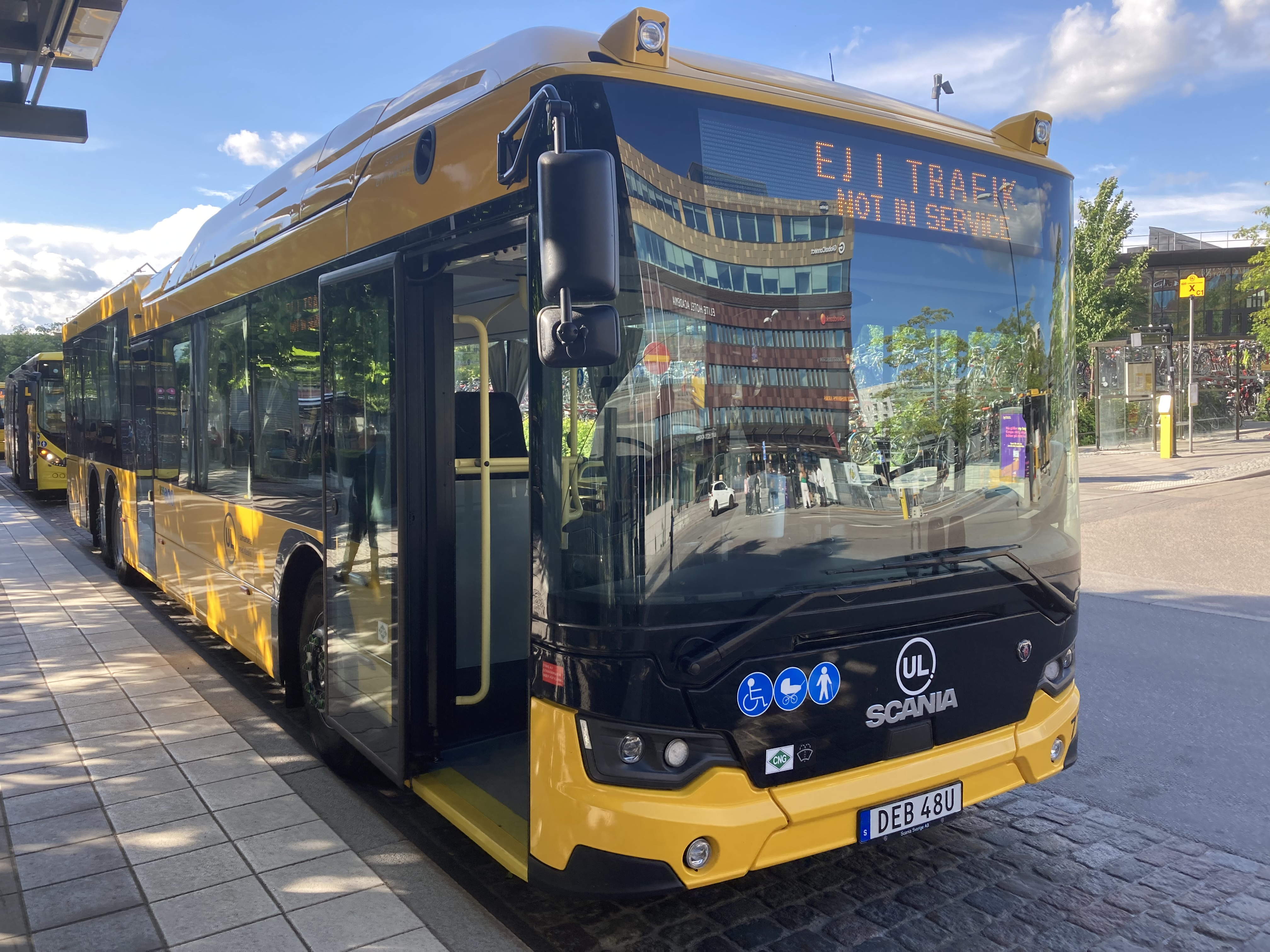
Biogasdriven Citywide LE av årsmodell 2022 i Uppsala.
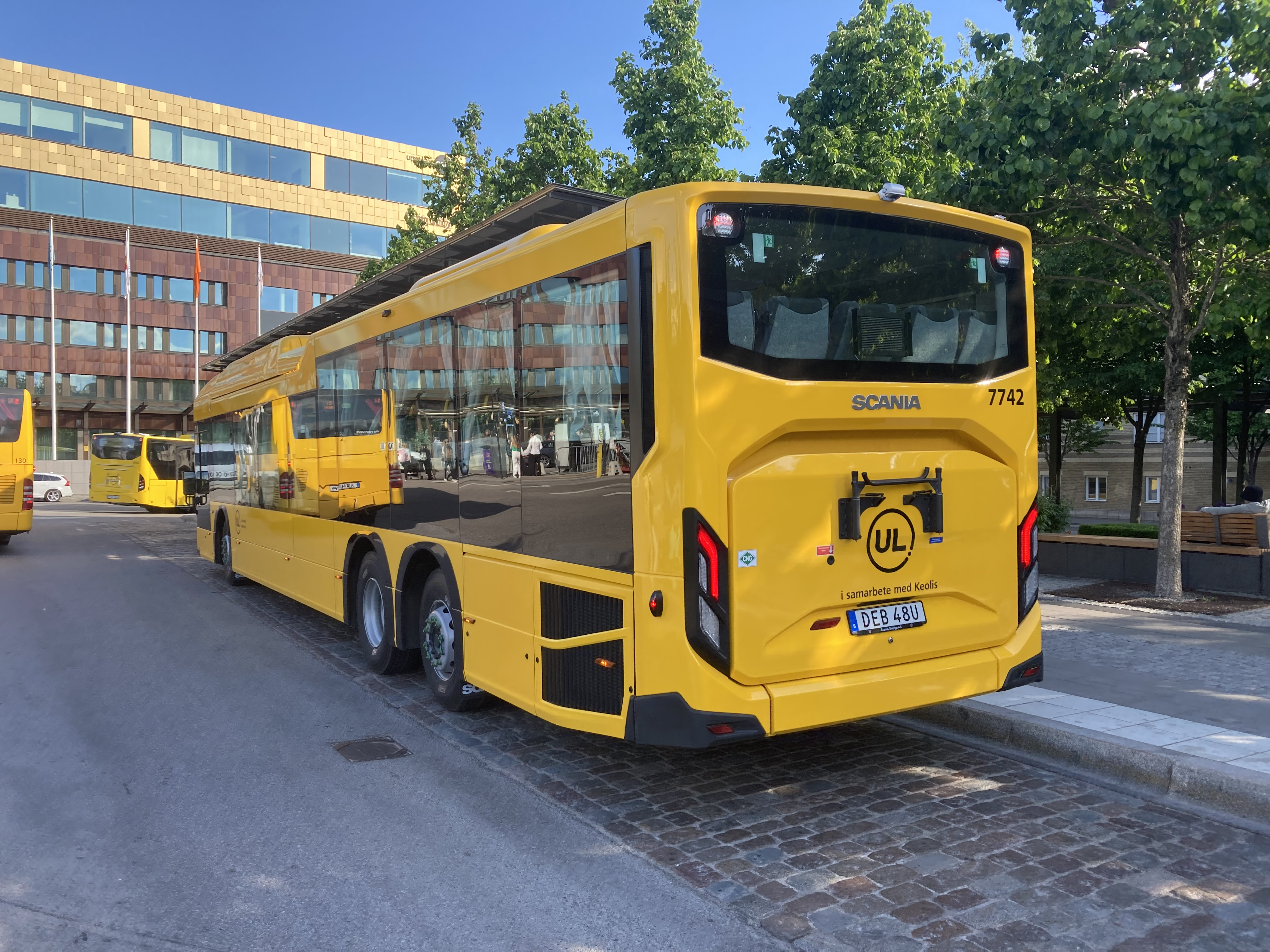
Bakstammen av Citywide LE av årsmodell 2022 i Uppsala.